# Ghost in the Shell: Arise
Ghost in the Shell: Arise (攻殻機動隊ARISE -GHOST IN THE SHELL-?, Kōkaku kidōtai Araizu: Gōsuto In Za Sheru) è una serie OAV composta da cinque episodi della durata di un'ora, prequel di Ghost in the Shell. Il primo episodio è stato proiettato nei cinema giapponesi il 22 giugno 2013, e il secondo il 30 novembre dello stesso anno. In Italia la serie è stata acquistata dalla Dynit, e i primi due episodi sono stati proiettati nei cinema italiani il 2 aprile 2014, grazie al progetto Nexo Anime in collaborazione con Nexo Digital.
Il 22 febbraio 2014, in occasione del Sanuki Film Festival, fu annunciato da Katsuyuki Motohiro il progetto Ghost in the Shell ARISE: border:less project (攻殻機動隊ARISE borderless:project?), formato da una serie di 5 episodi brevi basati sul mondo di Ghost in the Shell: Arise; gli episodi sono diretti da altrettanti differenti giovani registi selezionati dallo stesso Motohiro.
Dagli OAV è stata tratta una serie anime di dieci episodi, chiamata Ghost in the Shell Arise: Alternative Architecture (攻殻機動隊 ARISE ALTERNATIVE ARCHITECTURE?, Kōkaku Kidōtai Arise Alternative Architecture) e abbreviata in Ghost in the Shell AAA, che è stata trasmessa su Tokyo MX dal 5 aprile al 14 giugno 2015. In questa ultima serie sono stati aggiunti due episodi che compongono il quinto OAV intitolato Pyrophoric Cult e inedito in Italia. Il film anime Ghost in the Shell: The Rising del 2015 funge da chiusura alla serie.

## Trama
Siamo nel 2027, un anno dopo la fine della IV Guerra Mondiale. Il tenente colonnello Mamuro è stato ucciso, probabilmente durante un tentativo di rapina. Ma Daisuke Aramaki, ufficiale della Pubblica Sicurezza è assolutamente certo che dietro questo delitto si nasconda ben altro. Aramaki incarica delle indagini la giovane Motoko Kusanagi, maggiore in seconda dell'esercito nonché cyborg potenziato ed abilissima hacker. Mentre Motoko cerca di districarsi in questo caso che si dimostra più intricato del previsto, le si affiancheranno numerosi personaggi che andranno a comporre la leggendaria Sezione 9.
In Ghost in the Shell Arise: Alternative Architecture, la storia è ambientata invece nell'anno 2028, quando la sezione 9 di Pubblica Sicurezza di Daisuke Aramaki si trova a monitorare un grande party in atto a Newport City per la celebrazione della partnership tra le Harimadara Industries e la repubblica del Kuzan. Nel frattempo, la popolazione protesta nelle strade sottostanti quando, all'improvviso, le attività commerciali vengono blindate, il traffico interrotto e la polizia antisommossa inizia a sparare sulla folla. Il maggiore Kusanagi è pronta a imbattersi in una nuova cospirazione.

## Personaggi

Motoko Kusanagi in una scena di un episodio della serie OAV

Ghost in the Shell: Arise ha un cast di doppiaggio differente dai due film di Mamoru Oshii e dalle serie di Stand Alone Complex.
Maggiore Motoko Kusanagi (草薙 素子?, Kusanagi Motoko)
Doppiata da: Maaya Sakamoto (ed. giapponese), Silvia Avallone (ed. italiana)
Batou (バトー?, Batō)
Doppiato da: Kenichirou Matsuda (ed. giapponese), Massimo Bitossi (ed. italiana)
Daisuke Aramaki (荒巻 大輔?, Aramaki Daisuke)
Doppiato da: Ikyuu Jyuku (ed. giapponese), Gerolamo Alchieri (ed. italiana)
Togusa (トグサ?, Togusa)
Doppiato da: Tarusuke Shingaki (ed. giapponese), Marco Vivio (ed. italiana)
Ishikawa (イシカワ?, Ishikawa)
Doppiato da: Tomoyuki Dan (ed. giapponese), Roberto Draghetti (ed. italiana)
Saito (サイトー?, Saito)
Doppiato da: Takuro Nakakuni (ed. giapponese), Andrea Ward (ed. italiana)
Paz (パズ?, Pazu)
Doppiato da: Yūji Ueda (ed. italiana), Fabrizio Russotto (ed. italiana)
Logicoma (ロジコマ?, Rojikoma)
Doppiata da: Miyuki Sawashiro (ed. giapponese), Monica Volpe (ed. italiana)
Kurtz (クルツ?, Kurutsu)
Doppiata da: Mayumi Asano (ed. giapponese), Stefania Giacarelli (ed. italiana, border 1) e Giò Giò Rapattoni (ed. italiana, border 3-4)
Raizo (ライゾー?, Raizō)
Doppiato da: Takanori Hoshino (ed. giapponese), Saverio Indrio (ed. italiana)
Tsumugi (ツムギ?, Tsumugi)
Doppiato da: Kenji Nojima (ed. giapponese), Stefano Onofri e Fabrizio Mazzotta (ed. italiana)
VV (ヴイヴイ?, Bui Bui)
Doppiata da: Takako Fuji (ed. giapponese), Cinzia De Carolis (ed. italiana)

## Episodi

### Ghost in the Shell: Arise
Gli episodi di Ghost in the Shell: Arise prendono il nome di border
| border | Titolo italiano | Prima visione             | Prima visione          |
| border | Titolo italiano | Giapponese                | Italiano               |
| 1      | Ghost Pain | 22 giugno 2013 (cinema)   | 2 aprile 2014 (cinema) |
| 1      | Una bomba è esplosa Newport City, uccidendo un importante trafficante di armi che potrebbe avere legami con la misteriosa Organizzazione 501. Il funzionario della Pubblica Sicurezza Daisuke Aramaki, assume Motoko Kusanagi per indagare, ma sul caso con lei ci sono "Sleepless Eye" Batou, che crede che Kusanagi sia un criminale, Detective Togusa della polizia di Niihama che sta indagando su una serie di omicidi di prostitute che ritiene siano correlati all'incidente, e il tenente colonnello Kurtz dell'Organizzazione 501 che desidera anche tenere d'occhio Kusanagi. Kusanagi è soggetta a perdita di memoria che inibisce i suoi progressi nel caso e viene successivamente rivelato che le sono stati impiantati falsi ricordi, un prodotto di un fallito "Ghost Hack" che aveva eseguito sul cospiratore di riciclaggio di denaro Mamuro, che era stato infettato da un virus della memoria. Una volta che si rende conto che l'organizzazione 501 è stata coinvolta nello scandalo, lascia l'unità, ora in possesso legale del suo corpo protesico. Viene accolta da Aramaki, che propone la formazione di una nuova unità all'interno della Pubblica Sicurezza. |                           |                        |
| 2      | Ghost Whispers | 30 novembre 2013 (cinema) | 2 aprile 2014 (cinema) |
| 2      | Un ex soldato della guerra Qhardistani di nome Kazuya Soga è processato per "crimini contro l'umanità" dal governo giapponese. Per dimostrare la sua innocenza, Soga invia i suoi uomini a recuperare le prove nascoste da qualche parte in una rete di informazioni chiamata "vaso di Pandora". Questa squadra è guidata dall'ex Ranger Batou, che impiega anche l'ufficiale di intelligence Ishikawa e Borma, nonché il resto degli uomini di Soga. Il maggiore Kusanagi viene inviato per indagare sulla questione e sfocia in una guerra a tutto campo tra la Pubblica Sicurezza e il gruppo di Soga. Lungo la strada, è alleata di Paz e una donna membro delle forze speciali americane chiamata "VV". Anche Saito è coinvolto, ma cambia schieramento a seconda di chi offre più soldi. Dopo che il Kusanagi ha invaso il cyberspazio di Soga, scopre che è stato colpito da un virus di falsificazione della memoria che ha nascosto la verità su ciò che è accaduto durante la guerra, in cui ha effettivamente ucciso i rifugiati che erano in realtà guerriglieri. Quando scopre la verità, decide di uccidersi, ma il virus che ha cercato di caricare sul vaso di Pandora viene ancora trasmesso nientemeno che da VV. Con l'aiuto di Batou, VV viene uccisa prima che possa completare il trasferimento e si rivela essere un androide quando la battaglia finisce. Kusanagi promette a Batou che potrebbe essere tolto dall'incarcerazione, ma solo se decide di unirsi alla sua squadra. |                           |                        |
| 3      | Ghost Tears | 28 giugno 2014 (cinema)   | 7 luglio 2015 (cinema) |
| 3      | Togusa indaga sulla morte del detective Naoharu Mizuki, ucciso da un'esplosione in una diga mentre teneva in mano una valigia contenente protesi alle gambe della Mermaid's Leg Corporation. [14] Togusa interroga il dottor Zhinzhee Bekka Arr Thied, capo di una compagnia idrica di Kuzan proprietaria della diga, e anche un Qhardi, ma gli viene detto di fare marcia indietro. Nel frattempo la squadra del maggiore Kusanagi composta da Batou, Ishikawa, Borma, Paz e Saito è chiamata a fermare un'organizzazione separatista Qhardi. Quando li catturano, Kusanagi è incuriosito dai loro fantasmi contaminati. Aramaki dice che hanno a che fare con un virus della falsa memoria che può infiltrarsi, hackerare e fare il lavaggio del cervello simultaneamente creato da un programmatore noto come "Fire Starter", leader dei separatisti Qaurdi a Kuzan. I separatisti catturati hanno tutti i tatuaggi di Scilla (ス ク ラ ス, Sukurasu). [15] Nel frattempo, Kusanagi si avvicina al suo fidanzato specialista in protesi Akira Hose, ma Togusa affronta Kusanagi su di lui, suggerendo un collegamento tra Akira, l'esplosione della diga, i crimini legati alle protesi e il suo coinvolgimento con lei. Kusanagi alla fine si rende conto che Akira è la chiave, ma anche un burattino in una complessa rete che coinvolge il produttore di armi giapponese Harimadara Heavy Industries, il contrabbando di armi, le protesi esplosive e la propagazione del virus della falsa memoria. Quando finalmente affronta Akira, lui si toglie la vita, terminando come ospite di virus. Batou in seguito dice a Kusanagi che immaginava che fosse la Scilla originale e il capo dell'esercito separatista, ma lei risponde che da allora ha smesso di cambiare corpo così spesso. Più tardi Kusanagi chiede a Togusa di unirsi alla sua squadra, anche se è solo un naturale, sposato e un padre. |                           |                        |
| 4      | Ghost Stands Alone | 6 settembre 2014 (cinema) | 7 luglio 2015 (cinema) |
| 4      | Nell'inverno del 2028, le tensioni aumentano a New Port City mentre si tengono manifestazioni sugli interessi dei cartelli stranieri. Aramaki della Sezione 9 chiude la città a seguito di una soffiata su un gruppo Qhardi mobilitato per colpire l'area dell'edificio Yotsubashi a seguito della contaminazione informatica ad Harimadara mesi fa. All'improvviso la squadra antisommossa apre il fuoco sui cittadini e persino su se stessi. Kusanagi e il suo team sospettano che la causa sia un virus autodistruttivo di tipo Stuxnet, probabilmente rilasciato dal terrorista "Fire Starter". Nel frattempo, durante una cerimonia VIP per celebrare un contratto tra la compagnia idrica Kuzan e Harimada, un Kusanagi hackerato usando mimetiche ottiche uccide il dottor Zhinzhee Bekka Arr Thied e fugge. Per le strade, Batou cattura una ragazza cyborg Emma Tsuda che ha iniziato il massacro, ma il colonnello Hozumi dell'intelligence dell'esercito la vuole per testare il cyber-virus - un triplo pacchetto di lavaggio del cervello, infiltrazione di fantasmi e creazione di falsi ricordi - ma Aramaki rifiuta. All'esame, si scopre che Tsuda è un ufficiale tecnico al comando del colonnello Hozumi con uno speciale cyberbrain di tipo neurochip che è stato violato da Brinda Jr, "Spaventapasseri". La ricerca di Ishikawa mostra che il colonnello Hozumi sta prendendo di mira Harimadara, il vice ministro e il 501. Sul molo, Hozumi spara a Tsuda per zittirla, ma lei e gli Spaventapasseri si fondono con un "carro armato a più gambe" di Harimadara. Quando la squadra di Kusanagi alla fine lo ferma con l'aiuto dei Logicoma, il carro armato si spalanca e un cyborg emerge e cammina verso il mare. Tuttavia viene distrutto dal fuoco dei cannoni da una nave Kuzan al largo così come l'elicottero di Hozumi in alto. Con Hozumi in custodia, Aramaki dice a Kusanagi che ora le è stata concessa l'autorità speciale dal Ministro degli affari interni per indagare sul virus dell'hacking di alto livello e su eventuali organizzazioni coinvolte. |                           |                        |

### Ghost in the Shell ARISE: border:less project
| Giapponese 「Kanji」 - Rōmaji                                                                     | In onda                | In onda |
| Giapponese 「Kanji」 - Rōmaji                                                                     | Giapponese             |         |
| 「攻殻機動隊ARISE borderless:project 笹口悦民監督」 - FORESEEING 2027                             | 28 marzo 2014 (cinema) |         |
| 「攻殻機動隊ARISE borderless:project 山口淳太監督」 - memory                                      | 28 marzo 2014 (cinema) |         |
| 「攻殻機動隊ARISE borderless:project 尾野慎太郎監督」 - COLOR                                     | 28 marzo 2014 (cinema) |         |
| 「攻殻機動隊ARISE borderless:project 山岡大祐監督」 - Shimamura Yuki wa Tanaka Kenji wo Wasurenai | 28 marzo 2014 (cinema) |         |
| 「攻殻機動隊ARISE borderless:project 梅脇かおり監督」 - WORKING HIGH                              | 28 marzo 2014 (cinema) |         |

### Ghost in the Shell Arise: Alternative Architecture
| Nº | Giapponese 「Kanji」 - Rōmaji                           | In onda        | In onda |
| Nº | Giapponese 「Kanji」 - Rōmaji                           | Giapponese     |         |
| 1  | 「Ghost Stands Alone 前編」 - Ghost Stands Alone zenpen | 5 aprile 2015  |         |
| 2  | 「Ghost Stands Alone 後編」 - Ghost Stands Alone kōhen  | 12 aprile 2015 |         |
| 3  | 「Ghost Pain 前編」 - Ghost Pain zenpen                 | 19 aprile 2015 |         |
| 4  | 「Ghost Pain 後編」 - Ghost Pain kōhen                  | 26 aprile 2015 |         |
| 5  | 「Ghost Whispers 前編」 - Ghost Whispers zenpen         | 3 maggio 2015  |         |
| 6  | 「Ghost Whispers 後編」 - Ghost Whispers kōhen          | 10 maggio 2015 |         |
| 7  | 「Ghost Tears 前編」 - Ghost Tears zenpen               | 17 maggio 2015 |         |
| 8  | 「Ghost Tears 後編」 - Ghost Tears kōhen                | 24 maggio 2015 |         |
| 9  | 「Pyrophoric Cult 前編」 - Pyrophoric Cult zenpen       | 7 giugno 2015  |         |
| 10 | 「Pyrophoric Cult 後編」 - Pyrophoric Cult kōhen        | 14 giugno 2015 |         |

## Colonna sonora
Sigle di apertura
- Ghost in the Shell: Arise di Cornelius (border 1-4)
- Fulli anata wo tamotsu mono di Maaya Sakamoto (Ghost in the Shell Arise: Alternative Architecture)[16]

Sigle di chiusura
- Jibun ga Inai (じぶんがいない?, Jibun ga Inai) dei salyu X salyu (border 1)
- Soto wa Senjō da yo (外は戦場だよ?, Soto wa Senjō da yo) di Ichiko Aoba (border 2)
- Heart Granade di Sean Lennon (border 3)

## Volumi
| Nº | Data di prima pubblicazione | Data di prima pubblicazione | Data di prima pubblicazione | Data di prima pubblicazione |
| Nº | Giapponese                  | Giapponese                  | Italiano                    | Italiano                    |
| -- | --------------------------- | --------------------------- | --------------------------- | --------------------------- |
| 1  | 21 giugno 2013              | ISBN 978-4-06-382314-1      | 22 gennaio 2015             | ISBN 978-88-6920-178-3      |
| 2  | 22 novembre 2013            | ISBN 978-4-06-376907-4      | 25 marzo 2015               | ISBN 978-88-6920-240-7      |
| 3  | 20 giugno 2014              | ISBN 978-4-06-376996-8      | 24 giugno 2015              | ISBN 978-88-6920-330-5      |
| 4  | 6 marzo 2015                | ISBN 978-4-06-377117-6      | 28 settembre 2016           | ISBN 978-88-2260-314-2      |
| 5  | 5 giugno 2015               | ISBN 978-4-06-377220-3      | 23 novembre 2016            | ISBN 978-88-2260-378-4      |
| 6  | 4 dicembre 2015             | ISBN 978-4-06-377360-6      | 24 maggio 2017              | ISBN 978-88-2260-584-9      |
| 7  | 5 agosto 2016               | ISBN 978-4-06-377497-9      | 20 dicembre 2017            | -                           |